# Giulio Pellizzari
Giulio Pellizzari, född 21 november 2003, är en italiensk professionell landsvägscyklist.

## Karriär
Pellizzari har cyklat professionellt sedan 2022. Bland hans meriter kan nämnas en andraplats totalt i Tour de l'Avenir år 2023 där han även vann en av etapperna.